# 盜海豪情
《瞞天過海》（英語：Ocean's Eleven）是一部2001年美國劫盜犯罪片，由史蒂芬·索德柏執導，泰德·葛瑞芬編劇，1960年電影《十一羅漢》的重拍版。本片採用群星陣容，包括喬治·克隆尼、麥特·戴蒙、安迪·賈西亞、布萊德·彼特、茱莉亞·羅勃茲、凱西·艾佛列克、史考特·肯恩、艾略特·古德、伯尼·麥克和卡爾·雷納。電影講述丹尼·歐遜（Danny Ocean，克隆尼飾演）和羅斯堤·萊恩（Rusty Ryan，彼特飾演）計劃偷走賭場大亨泰瑞·班奈狄（Terry Benedict，賈西亞飾演）的1.6億美元。同時，丹尼想與前妻泰絲（Tess，羅勃茲飾演）復合，但對方正與班奈狄交往。
《瞞天過海》由華納兄弟排定2001年12月7日在美國上映。本片獲得影評界普遍好評，並憑藉4.5億美元的全球票房而成為熱門大片，更登上2001年票房第五高的寶座。本片為《瞞天過海》系列電影的首部，索德柏隨後又執導了兩部續集，分別為《瞞天過海2：長驅直入》（2004年）及《瞞天過海：13王牌》（2007年）。2018年推出由蓋瑞·羅斯執導的衍生電影《瞞天過海：八面玲瓏》。

## 劇情
職業小偷丹尼·歐遜在紐澤西州監獄服刑四年後獲釋，並前往洛杉磯並與朋友兼同事羅斯堤·萊恩重聚。他們前往拉斯維加斯，獲得富有的友人魯本·蒂許科夫的資助，以搶劫蒂許科夫的無情對手泰瑞·班奈狄擁有的三家賭場，搶劫金額達數百萬美元。三家賭場分別為貝拉吉歐、幻影與米高梅。根據法律規定，賭場必須擁有足夠的現金來支付所有顧客的賭注，丹尼估計，在即將舉行的一場備受矚目的拳擊比賽期間，賭場將把超過1.5億美元的資金存放在地下金庫中，並由幾乎牢不可破的保全措施及系統守衛。
丹尼和羅斯堤招募了八名同夥：騙子兼發牌員法蘭克·卡頓、退休騙子索爾·布隆、車手維吉與特克·馬洛伊、爆破專家拜許·塔爾、監視技術員李文斯頓·戴爾、雜技演員「神奇」小顏，以及扒手萊納斯·卡德威。他們為了練習搶劫，根據設計圖建造了金庫複製品，並指派團隊成員潛入或監視貝拉吉歐，以評估其保全、工作人員的日常以及建築的佈局。萊納斯負責追蹤班奈狄，發現對方正在與丹尼的前妻泰絲交往。羅斯堤認為丹尼的動機是想與泰絲團聚，於是將丹尼拒於門外，其工作由萊納斯接手。丹尼後來遇到了泰絲，她仍為彼此失敗的戀情而受苦，班奈狄更禁止丹尼進入賭場。
丹尼仍以一般客人的身分進入貝拉吉歐飯店，團隊則開始行動。班奈狄將丹尼關在沒有監視器的房間裡，接受大塊頭布魯瑟的教訓，但布魯瑟實際與丹尼合作。萊納斯以內華達州博弈官員身份潛入賭場，丹尼則透過通風口到達金庫電梯，與萊納斯會合；萊納斯才發現自己被丹尼與羅斯堤戲耍。與此同時，索爾偽裝成歐洲富豪，說服班奈狄將裝有寶石（實際上是偽裝的炸藥）的公事包存放在賭場金庫中。小顏藏在賭場手推車中，並由維吉與特克運進金庫。拜許觸發偷來的EMP裝置，導致包括保護電梯井的雷射網格在內，整個拉斯維加斯的電力中斷一會，使得丹尼和萊納斯得以下降到金庫入口。兩人制伏了警衛，與小顏一起利用索爾的「寶石」炸毀了金庫鎖。
羅斯堤致電給班奈狄，揭露了搶劫案，勒索他把一半的現金運上外面等候的貨車，否則所有的錢都會被炸毀。班奈狄透過攝影機驗證了保險庫被破壞後照辦，但命令手下追捕貨車，同時召集特警隊奪回保險庫。在特警隊的突擊過程中，炸藥被引爆，剩餘的一半現金被毀，而竊賊疑似逃脫。同時，班奈狄的人發現這輛貨車受到遠端控制，錢袋裡裝滿了廣告紙。班奈狄撤回特警隊後，發現監視器影像遭偽造，實際上是丹尼等人透過金庫複製品預先錄製而成。
丹尼的團隊在攔截911電話後，偽裝成特警進入賭場，並帶著裝有超過1.6億美元現金的行李袋離開金庫。在班奈狄特趕來與丹尼對峙之前，丹尼回到了被關的房間。泰絲接到指示自己看電視的電話，電視上播放著監視器拍攝的畫面，丹尼欺騙班奈狄，讓對方願意放棄泰絲，自己將利用人脈幫忙追回錢。班奈狄無法將丹尼與搶劫案聯繫起來，反而報警以違反假釋規定逮捕了他；丹尼被帶走前，泰絲與他復合。黎明時分，除丹尼外的團隊成員各奔東西。
三至六個月後，丹尼出獄並被羅斯堤及泰絲接走。他們開車離去時雖早已察覺，但仍故意讓班奈狄的人跟在後面。

## 演員

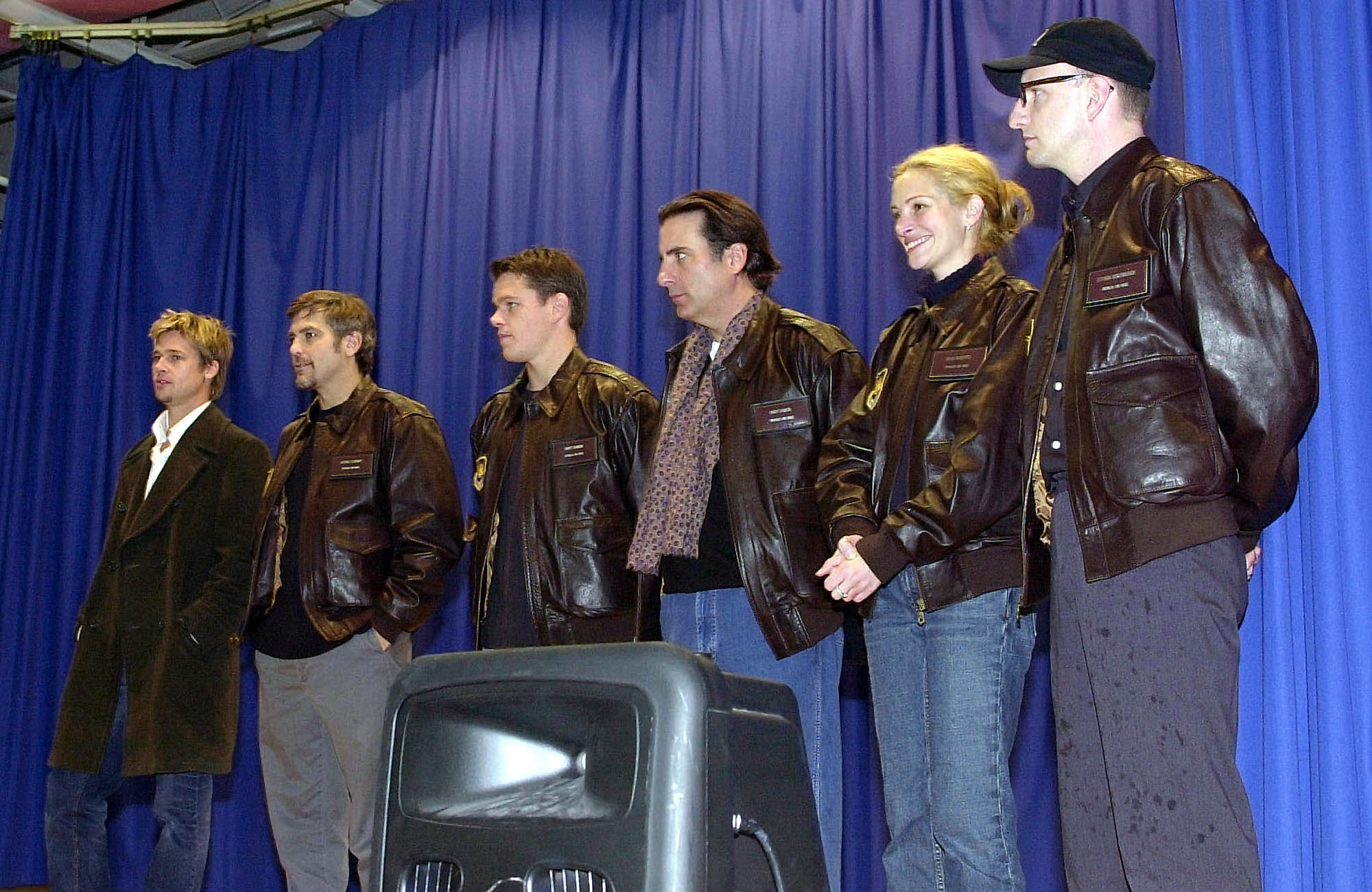
2001年12月，布萊德·彼特、喬治·克隆尼、麥特·戴蒙、安迪·賈西亞、茱莉亞·羅勃茲與史蒂芬·索德柏於因吉利克空軍基地

- 喬治·克隆尼飾演丹尼·歐遜（Danny Ocean）：前科犯，劫案主使者。
- 麥特·戴蒙飾演萊納斯·卡德威（Linus Caldwell）：扒手，丹尼友人之子。
- 安迪·賈西亞飾演泰瑞·班奈狄（Terry Benedict）：拉斯維加斯賭場大亨，魯本的對手，丹尼團隊的目標。
- 布萊德·彼特飾演勞勃·「羅斯堤」·萊恩（Robert "Rusty" Ryan）：丹尼之友兼犯罪夥伴，善於玩牌。
- 茱莉亞·羅勃茲飾演泰絲·歐遜（Tess Ocean）：丹尼的前妻，班奈狄的女友。
- 凱西·艾佛列克飾演維吉·馬洛伊（Virgil Malloy）：技工，特克的兄弟。
- 史考特·肯恩飾演特克·馬洛伊（Turk Malloy）：技工，維吉的兄弟。
- 艾略特·古德飾演魯本·蒂許科夫（Reuben Tishkoff）：富有的前賭場老闆，丹尼之友。
- 伯尼·麥克飾演法蘭克·卡頓（Frank Catton）：名譽掃地的荷官兼騙子。
- 卡爾·雷納飾演索爾·布隆（Saul Bloom）：年長的片子。
- 艾迪·詹米森飾演李文斯頓·戴爾（Livingston Dell）：電子與監視專家。
- 唐·奇鐸飾演拜許·塔爾（Basher Tarr）：爆破專家。
- 秦少波飾演「神奇」小顏（"The Amazing" Yen）：雜技演員。
- 史考特·L·史瓦茲（英语：Scott L. Schwartz）飾演布魯瑟（Bruiser）：與丹尼合作的打手。

此外，客串陣容包括：傑瑞·韋恩崔飾演豪賭客丹尼·希爾茲（Denny Shields）；齊格菲與羅伊、韋恩·紐頓、艾迪·高曼及丈夫史蒂夫·勞倫斯、拳擊手弗拉基米尔·克利奇科、拳擊手伦诺克斯·刘易斯、拳擊評述員賴瑞·默錢特、體育節目主持人吉米·萊布利皆以本人身分出演。五位電視演員也以本人身分客串演出，並接受羅斯堤的教導如何玩撲克：霍莉·玛丽·库姆斯、托弗·格雷斯、約書亞·傑克遜、巴里·華生與夏恩·威斯特。

## 製作
主體拍攝於2001年2月10日開始，拍攝地包含拉斯维加斯和洛杉矶。

## 備註
1. ↑  史蒂芬·索德柏的化名。

## 外部連結
- 互联网电影数据库（IMDb）上《盜海豪情》的资料（英文）
- TCM电影资料库上《盜海豪情》的资料（英文）
- 美国电影学会目录上的《盜海豪情》（英文）
- Metacritic上《盜海豪情》的資料（英文）
- Box Office Mojo上《盜海豪情》的資料（英文）
- 爛番茄上《盜海豪情》的資料（英文）